# Escarabillera

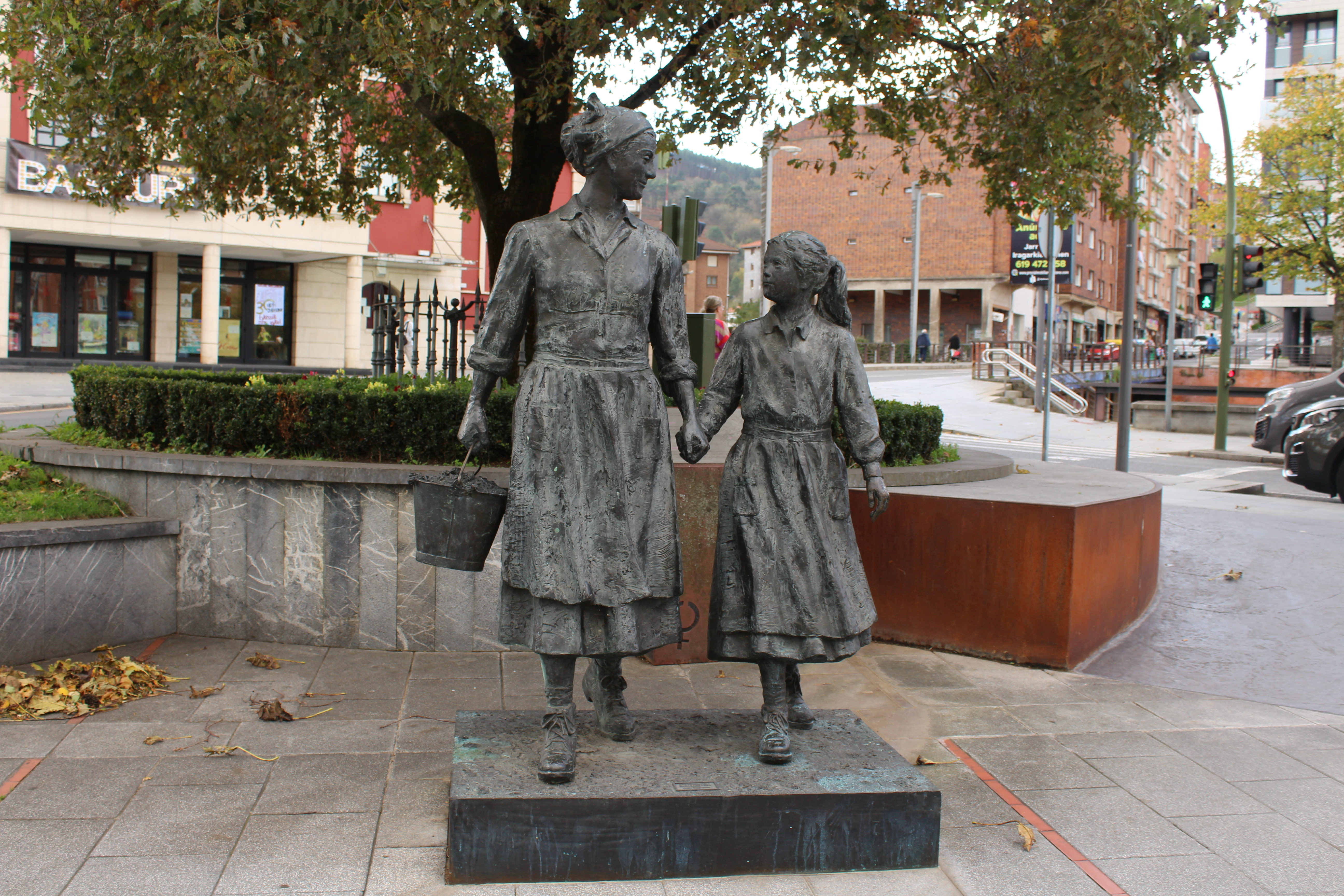
Escutura en bronce de escarabilleras en el municipio de Basauri.

Escarabillera es una de las denominaciones para las mujeres que se dedicaban a recoger restos de carbón, casi endémica de las poblaciones de las cuencas hulleras del País Vasco.

## Historia
Humilde oficio de principios del siglo XX en algunas regiones de la España septentrional, que consistía en buscar restos del carbón que no había prendido en su totalidad y que desechaban los trenes de vapor en los cruces de vías, así como de los restos carbón que las empresas metalúrgicas vertían en las escombreras tras las labores de fundición. Ha dado existencia al personaje folclórico de la eskarabillera.
Este carbón (o escarabilla, de donde deriva el nombre de escarabillera) era vendido a bajo precio para ser utilizado en los hogares como combustible para cocinas y estufas. También se utilizó para asfaltar calles y sendas de muchos municipios vascos de principios del siglo XX, por la abundancia del mismo en esa zona. En el municipio de Basauri (Vizcaya) la Escarabillera es un personaje al que se le ha dado relevancia festiva, siendo el símbolo de sus fiestas patronales.